# Edward Irenaeus Prime-Stevenson
Edward Irenaeus Prime-Stevenson (1858-1942) est un romancier, essayiste et journaliste américain, qui écrivit sous le pseudonyme de Xavier Mayne notamment une importante étude historique sur l’homosexualité publiée à partir de 1909.

## Biographie
Edward I. Prime Stevenson est né le 29 janvier 1858 à Madison (New Jersey), d'un père pasteur presbytérien et directeur d'école et d'une mère issue d'un milieu littéraire assez aisé.
Après des études de droit, il décide de devenir écrivain. Il publie ses premiers écrits à partir de 1887 d'abord chez Charles Scribner's Sons, un premier roman que l'on qualifierait aujourd'hui d'homoérotique, White Cockades, mettant en scène deux jeunes hommes liés par une amitié intense.
En 1896, sort chez Harpers & Brothers The Square of Sevens, and the Parallelogram: An Authoritative Method of Cartomancy with a Prefatory Note signé par un certain Robert Antrobus et supposément écrit en 1735 : cet essai sur la cartomancie est en réalité l’œuvre de Prime-Stevenson, qui signe lui-même la nouvelle préface l'année suivante sous le nom de « E. Irenaeus Stevenson », mais le fait passe relativement inaperçu.
En 1901, Prime-Stevenson part vivre en Europe, entreprenant un vaste périple à travers les différentes grandes capitales. Il maîtrise plusieurs langues et tient un journal intime.
En 1906, à compte d'auteur, il fait imprimer en anglais à Naples un roman sous le pseudonyme de Xavier Mayne, Imre: A Memorandum (en) : tiré à 500 exemplaires, le récit met en scène deux militaires hongrois qui nouent une relation homosexuelle à Budapest. L'histoire se termine bien et non de façon tragique comme la plupart des textes publiés à cette époque autour de cette thématique, et, d'autre part, les mots qui l'expriment sont très choisis. Ce texte psychologisant n'est pas le premier roman américain portant sur ce thème, Joseph and His Friend: A Story of Pennsylvania de Bayard Taylor publié vers 1870, le précède.
Sans doute que durant cette période italienne, Prime Stevenson rencontra Jacques d'Adelswärd-Fersen qui vivait entre Paris et Capri, rencontre dont il témoigna dans un recueil de contes et de souvenirs là aussi autopublié en 1913, mais cette fois-ci à Florence.

### The Intersexes

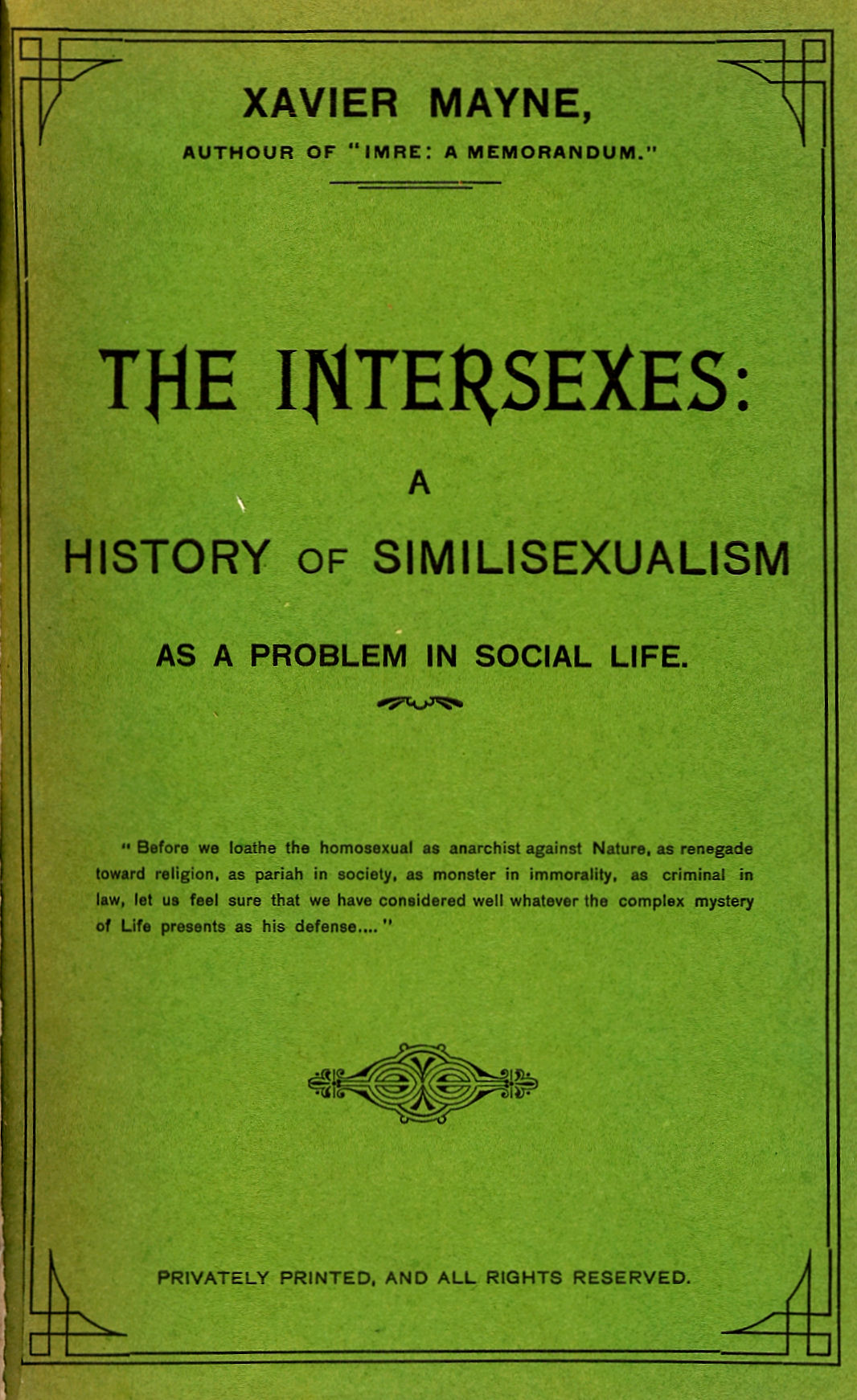
Couverture de l'édition originale (Naples, circa 1909).

Étude totalisant près de 700 pages, The Intersexes: a History of Similisexualism as a Problem in Social Life constitue le principal essai de Prime-Stevenson, considérée aujourd'hui comme le premier travail sérieux publié par un auteur américain sur les questions soulevées par l'homosexualité, et qui précède de cinq ans le maître ouvrage de Magnus Hirschfeld, Die Homosexalität des Mannes und des Weibes.
Confidentielle, la première édition sort à compte d'auteur à Naples sous le nom de Xavier Mayne, imprimée à seulement 150 exemplaires, à la fin de l'année 1909.
L'auteur, s'il reprend les termes « homosexual », « homosexuality », « homosexualism », préfère développer le concept de « similisexualism », émaillant son étude de points de vue scientifiques, juridiques, historiques et littéraires, dont une monographie sur le poète romantique allemand August von Platen.
Prime-Stevenson s'inspire des travaux du psychiatre allemand Richard von Krafft-Ebing, à qui il dédie son ouvrage, tout en reprenant en partie les études de Hirschfeld publiées à travers la revue Jahrbuch für sexuelle Zwischenstufen et le Wissenschaftlich-humanitäre Komitee (WHK).
L'ouvrage est recensé en 1911 par ce même Comité par Eduard Bertz qui critique négativement l'échelle de valeurs établie par l'auteur entre les différentes formes d'homosexualité.
Cependant, les critiques actuelles reconnaissent à cet essai, outre l'importante source d'informations qu'il contient, une clarté peu commune, et surtout moins de moralisme, de gravité et de contradictions, et même un certain humour, ce qui tranche considérablement avec l'ensemble des études parues à cette époque.

### Fin de vie
Après la Première Guerre mondiale, Prime-Stevenson se consacre entre autres à la critique musicale pour Harper's et The New York Independent.
Foudroyé par une crise cardiaque, il meurt à l'hôtel Mirabeau de Lausanne, à 84 ans.

## Œuvres
- White Cockades: an Incident of The "Forty-Five", Trow's Printing and Bookbinding Company, Charles Scribner's Sons, 1887.
- Janus, a novel, Chicago, Belford Clarke & Company Publishers, 1889 - lire le roman en ligne.
- « Madame Clerc », nouvelle publiée dans Frederic Edward McKay (ed.), Vignettes: real and ideal, Boston, De Wolfe, Fiske, 1890.
- Left to Themselves: Being the Ordeal of Philip and Gerald, New York, Hunt & Eaton, 1891 - lire le roman en ligne.
- Robert Antrobus [pseud.], The Square of Sevens, and the Parallelogram: An Authoritative Method of Cartomancy with a Prefatory Note, New York, Harpers & Brothers, 1896 - lire en ligne.
- Xavier Mayne [pseud.], Imre: A Memorandum, roman, Privatly Printed [autoédité], [Naples, The English-Book Press, 1906][7].
- Xavier Mayne, The Intersexes: a History of Similisexualism as a Problem in Social Life, Privatly Printed, [Naples, 1909-1910 ?] - réédité en 1975 par Arno Press  (ISBN 978-0-405073649).
- Her enemy, some friends and other personages, stories and studies mostly of human hearts, Florence (Italie), G. & R. Obsner, 1913, comprenant « Out of The Sun », p. 353, à propos de Jacques d'Adelswärd-Fersen.
- The bride of Lammermoor: opera in three acts by G. Donizetti ; the italian libretto based on Walter Scott's novel, adaptation anglaise de Natalia Macfarren comprenant une étude sur cet opéra signée E. Irenaeus Stevenson, New York, G. Schirmer, 1926.
- The troubadour: an opera in four acts, music by Giuseppe Verdi, libretto by S. Cammarano, version anglaise de Natalia MacFarren, comprenant une étude sur cet opéra par E. Irenaues Stevenson, New York, G. Schirmer, 1926.
- Edward I. Prime-Stevenson, Imre (pour mémoire), roman, traduit de l'américain par Yvan Quintin, présentation de Jean-Claude Féray, Avant-propos de James Gifford, ErosOnyx éditions, Collection Classiques, Cassaniouze, 2016. www.erosonyx.com
- Edward I. Prime-Stevenson, Toutes les eaux... et autres nouvelles traduit de l'américain par Jean-Claude Féray, plus Sébastien au plus bel âge par Prime-Stevenson et Didier Denché. Quintes-feuilles, 2016. [contient la traduction de Out of The Sun].